# Cantley (South Yorkshire)
Cantley – wieś w Anglii, w hrabstwie ceremonialnym South Yorkshire, w dystrykcie metropolitalnym Doncaster. Leży 31 km na północny wschód od miasta Sheffield i 232 km na północ od Londynu. Miejscowość liczy 2830 mieszkańców.